# Tomasz Lenart (ur. 1969)
Tomasz Lenart (ur. 11 kwietnia 1969 w Łodzi) – polski piłkarz występujący na pozycji obrońcy.
Sportowa kariera Tomasza Lenarta rozpoczęła się w latach 80. ubiegłego stulecia. Pierwszym klubem piłkarza był ŁKS Łódź. W zespole tym Lenart spędził znaczną część swojej kariery. Zanim jednak zadebiutował on w polskiej ekstraklasie w barwach łódzkiej drużyny, spędził rok w ekipie Pilicy Tomaszów Mazowiecki.
W 1990 roku powrócił do ŁKS. Kolejne 10 lat to nieprzerwana gra Lenarta w zespole dwukrotnego Mistrza Polski. Łącznie rozegrał on w łódzkim klubie 266 spotkań I-ligowych, zdobywając w nich 9 bramek. W sezonie 1997/1998 przyczynił się także do zdobycia przez ŁKS drugiego w historii klubu tytułu Mistrza Polski.
W 2000 roku Tomasz Lenart postanowił zmienić klubowe barwy. Nowym klubem piłkarza został Stomil Olsztyn. Kolejne dwa sezony spędził on właśnie w stolicy Warmii i Mazur, gdzie wystąpił w 52 ligowych meczach, w których dwukrotnie zdołał trafić do bramki rywali.
Po spadku Stomilu z polskiej ekstraklasy Lenart znalazł miejsce w Piotrcovii Piotrków Trybunalski. W zespole tym występował w sezonie 2002/2003, po czym przeniósł się do Stasiaka Opoczno. Drużyna ta była ostatnią ekipą w karierze Lenarta.

## Reprezentacja Polski
Tomasz Lenart jest dwukrotnym reprezentantem Polski. W kadrze zadebiutował 15 listopada 1995 w meczu z Azerbejdżanem.
| l.p. | Data              | Miejsce  | Przeciwnik  | Rezultat | Rozgrywki       | Grał   | Uwagi |
| ---- | ----------------- | -------- | ----------- | -------- | --------------- | ------ | ----- |
| 1.   | 15 listopada 1995 | Trabzon  | Azerbejdżan | 0-0      | elim. Euro 1996 | od 72' |       |
| 2.   | 19 lutego 1996    | Hongkong | Japonia     | 0-5      | towarzyski      | od 86' |       |